# Chiesa greco-cattolica
La cosiddette Chiese greco-cattoliche, che rientrano all'interno delle "Chiese cattoliche orientali" o "Chiese cattoliche di rito e tradizione orientale", costituiscono quel corpus di chiese in comunione con il Vescovo di Roma e osservanti, per lunga tradizione, la liturgia orientale bizantina. Sono ancora chiamate "greco-cattoliche" per evidenziare il rito "greco" (così come era detto in passato il rito bizantino, avente il greco antico come lingua franca ecclesiastica comune ai vari popoli cristiani d'Oriente) e l'unione con il papato. 
Le Chiese greco-cattoliche sono:
- Chiesa greco-cattolica albanese
- Chiesa greco-cattolica bielorussa
- Chiesa greco-cattolica bulgara
- Chiesa bizantina cattolica di Croazia e Serbia
- Chiesa cattolica greca di rito bizantino
- Chiesa cattolica italo-albanese
- Chiesa greco-cattolica macedone
- Chiesa greco-cattolica melchita
- Chiesa cattolica di rito bizantino-slavo in Polonia
- Chiesa bizantina cattolica in Kazakistan e Asia Centrale
- Chiesa greco-cattolica rumena
- Chiesa greco-cattolica russa
- Chiesa greco-cattolica rutena
- Chiesa greco-cattolica slovacca
- Chiesa greco-cattolica ucraina
- Chiesa greco-cattolica ungherese